# Buenavista, Arizpe
Buenavista är en ort i Mexiko.   Den ligger i kommunen Arizpe och delstaten Sonora, i den nordvästra delen av landet, 1 600 km nordväst om huvudstaden Mexico City. Buenavista ligger 899 meter över havet och antalet invånare är 104.
Terrängen runt Buenavista är kuperad åt sydväst, men åt nordost är den platt. Buenavista ligger nere i en dal.  Trakten runt Buenavista är nära nog obefolkad, med mindre än två invånare per kvadratkilometer. Det finns inga andra samhällen i närheten. Omgivningarna runt Buenavista är i huvudsak ett öppet busklandskap.